# Karl Rudolph Powalky
Karl Rudolph Powalky, nemški astronom, * 19. junij 1817, Neu-Dietendorf, Turingija, Nemčija, † 11. julij 1881, Washington, ZDA.

## Življenje in delo
Od leta 1842 do 1848 je Powalky delal na Observatoriju v Hamburgu. Od leta 1850 do 1856 je sodeloval s Hansenom, ki je v tem času izdeloval svoje Sončeve tabele in jih objavil leta 1854.
Leta 1864 je Powalky izračunal vse meritve navideznih prehodov Venere prek Sončeve ploskve z natančnejšimi podatki za zemljepisne dolžine vseh opazovališč. Za Sončevo paralakso je izpeljal vrednost 8,83" in od tu astronomsko enoto {\displaystyle a_{0}=148,990\cdot 10^{9}} m.